# Panamericano de Fútbol de Salón
Il Panamericano de Fútbol de Salón ("Campionato Panamericano di Club di calcio a 5") è una competizione internazionale che mette di fronte le migliori squadre del continente americano di calcio a 5 nella versione della FIFUSA/AMF. La competizione ha sostituito a partire dalla edizione 2000 il Sudamericano de Fútbol de Salón che si svolgeva dal 1970 con cadenza dapprima biennale e poi annuale. Quello del 2009 è indicato come il decimo Panamericano, tuttavia si hanno traccia solo delle edizioni dal 2000 al 2002 ed in maniera frammentaria delle successive.

## Edizioni
| Anno     | Sede                    | Campione                             |
| -------- | ----------------------- | ------------------------------------ |
| I 2000   | Quito                   | Rubio Ñu                             |
| II 2001  | Asuncion                | Rubio Ñu                             |
| III 2002 | Mercedes                | Rubio Ñu                             |
| VII 2006 | Santa Cruz de la Sierra | Cooperativa Rural de Electrificación |
| X 2009   | Valera Caaguazú         | Gomeria Los Amigos (zona sur)        |